# Gare d’Agen
Gare d’Agen vasútállomás Franciaországban, Agen településen.

## Vasútvonalak
Az állomást az alábbi vasútvonalak érintik:
- Bordeaux–Sète-vasútvonal
- Niversac-Agen-vasútvonal

## Kapcsolódó állomások
A vasútállomáshoz az alábbi állomások vannak a legközelebb:
- Gare de Lamagistère
- Gare de Port-Sainte-Marie
- Gare de Laroque
- Gare de Bordeaux-Saint-Jean